# Walim
Walim è un comune rurale polacco del distretto di Wałbrzych, nel voivodato della Bassa Slesia.
Ricopre una superficie di 78,75 km² e nel 2006 contava 5 698 abitanti.